# Dexter Fletcher
Dexter Fletcher (Londra, 31 gennaio 1966) è un attore e regista britannico.
Ha alle spalle una carriera come attore bambino, avendo iniziato fin da giovanissimo a recitare in film come Piccoli gangsters, Quel lungo venerdì santo e The Elephant Man. Come attore adulto, è noto principalmente per i suoi ruoli nella serie televisiva Press Gang, nel film Lock & Stock - Pazzi scatenati e nella miniserie televisiva Band of Brothers, mentre, come regista, dirige i grandi e pluripremiati successi cinematografici, tutti biopic di pop star come Freddie Mercury ed Elton John: Bohemian Rhapsody e Rocketman.

## Biografia
Nato a Enfield, Londra, studia recitazione presso la Anna Scher Theatre School dall'età di sei anni. A nove anni esordisce sul grande schermo, interpretando Baby Face nel musical di Alan Parker Piccoli gangsters. Come attore bambino, Fletcher recita in numerose produzioni britanniche di successo tra la fine degli anni settanta e l'inizio degli anni ottanta, tra cui Quel lungo venerdì santo, I miserabili e The Elephant Man.
A sedici anni si unisce alla Royal Shakespeare Company, mentre, partire dal 1989, ricopre il ruolo principale dell'adolescente ribelle James "Spike" Thomson nella serie televisiva Press Gang, durata quattro stagioni; il ruolo di Spike lo rende molto famoso in patria, tanto da venire spesso identificato dal pubblico inglese da lì in poi come un attore americano a causa dell'accento utilizzato nella serie. Al cinema recita al fianco di Al Pacino, Donald Sutherland e Nastassja Kinski in Revolution e in Caravaggio di Derek Jarman.
Nella prima metà degli anni novanta, tuttavia, la vita e la carriera di Fletcher subiscono un profondo tracollo a causa dell'alcolismo e dipendenza da droghe sviluppate dall'attore, aggravate da numerosi debiti e problemi finanziari. Dopo la cancellazione di Press Gang, Fletcher si ritrova pressoché privo di ingaggi per diversi anni e nel 1996, disoccupato e in debito di oltre 90.000 sterline, dichiara bancarotta e si ritrova a vivere per un periodo nella propria automobile. L'attore ha definito quel periodo come "il mio punto più basso" e ha dato credito alla moglie Dalia Ibelhauptaitė e all'amico Alan Rickman per averlo sostenuto lungo il percorso di recupero.
Verso la fine del decennio torna a ottenere ruoli per il cinema con Jude di Michael Winterbottom, la commedia L'uomo che sapeva troppo poco, Lock & Stock - Pazzi scatenati di Guy Ritchie e Topsy-Turvy - Sotto-sopra di Mike Leigh. Nel 2001 è tra i protagonisti della miniserie TV Band of Brothers - Fratelli al fronte, prodotta da Steven Spielberg e Tom Hanks.
Nel 2011 esordisce come regista e sceneggiatore col poliziesco Wild Bill, che gli vale una candidatura ai premi BAFTA per il miglior esordio. Fletcher prosegue quindi la sua nuova carriera registica con Sunshine on Leith (2013), un musical ispirato alle canzoni dei Proclaimers, ed Eddie the Eagle - Il coraggio della follia (2016), su Eddie Edwards, che risulta essere il film britannico del 2016 più redditizio in patria.
Nel dicembre 2017 sostituisce il regista Bryan Singer sul set del film sui Queen Bohemian Rhapsody, dopo che questi aveva abbandonato la produzione a tre settimane dalla fine delle riprese. Non potendo la Directors Guild of America accreditare entrambi i registi, a Fletcher viene concesso il titolo di produttore esecutivo. Il film incassa più di 900 milioni di dollari nel mondo, divenendo il film biografico di maggior successo di sempre e conquistando una candidatura all'Oscar al miglior film. Nel 2023 partecipa al film La probabilità statistica dell'amore a prima vista.

### Vita privata
Nel 1997 ha sposato nella Cattedrale di Westminster la regista di cinema e teatro lituana Dalia Ibelhauptaitė, con cui aveva una relazione dal 1994. Il suo testimone di nozze è stato l'amico e collega Alan Rickman.
Fratello minore dell'attore Steve Fletcher, aveva precedentemente avuto una relazione con l'attrice Julia Sawalha, con cui ha recitato in Press Gang.

## Filmografia parziale

### Attore

#### Cinema
- Piccoli gangsters (Bugsy Malone), regia di Alan Parker (1976)
- Quel lungo venerdì santo (The Long Good Friday), regia di John Mackenzie (1979)
- The Elephant Man, regia di David Lynch (1980)
- Il Bounty (The Bounty), regia di Roger Donaldson (1984)
- Revolution regia di Hugh Hudson (1985)
- Caravaggio, regia di Derek Jarman (1986)
- Gothic, regia di Ken Russell (1986)
- Cuor di leone (Lionheart), regia di Franklin J. Schaffner (1987)
- La via maestra (The Raggedy Rawney), regia di Bob Hoskins (1988)
- La ragazza dei sogni (The Rachel Papers), regia di Damian Harris (1989)
- Quando vennero le balene (When the Whales Came), regia di Clive Rees (1989)
- La scimmia è impazzita (El sueño del mono loco), regia di Fernando Trueba (1989)
- Jude, regia di Michael Winterbottom (1996)
- L'uomo che sapeva troppo poco (The Man Who Knew Too Little), regia di Jon Amiel (1997)
- Lock & Stock - Pazzi scatenati (Lock, Stock and Two Smoking Barrels), regia di Guy Ritchie (1998)
- Topsy-Turvy - Sotto-sopra (Topsy-Turvy), regia di Mike Leigh (1999)
- Mr. Cool, episodio di Tube Tales, regia di Amy Jenkins (1999)
- Pandaemonium, regia di Julien Temple (2000)
- Below, regia di David Twohy (2002)
- Stander - Poliziotto scomodo (Stander), regia di Bronwen Hughes (2003)
- The Pusher (Layer Cake), regia di Matthew Vaughn (2004)
- Doom, regia di Andrzej Bartkowiak (2005)
- Tristano & Isotta (Tristan & Isolde), regia di Kevin Reynolds (2006)
- Stardust, regia di Matthew Vaughn (2007)
- Kick-Ass, regia di Matthew Vaughn (2010)
- I tre moschettieri (The Three Musketeers) regia di Paul W. S. Anderson (2011)
- Wild Bill, regia di Dexter Fletcher (2011)
- London Zombies (Cockneys vs Zombies), regia di Matthias Hoene (2012)
- St George's Day, regia di Frank Harper (2012)
- Sunshine on Leith, regia di Dexter Fletcher (2013) - cameo
- Muppets 2 - Ricercati (Muppets Most Wanted), regia di James Bobin (2014) - cameo, scena eliminata
- Eat Local - A cena coi vampiri (Eat Locals), regia di Jason Flemyng (2017)
- Sherlock Gnomes, regia di John Stevenson (2018) - voce
- Terminal, regia di Vaughn Stein (2018)
- La probabilità statistica dell'amore a prima vista (Love at First Sight), regia Vanessa Caswill (2023)

#### Televisione
- I miserabili (Les Misérables), regia di Glenn Jordan – film TV (1978)
- Across the Lake, regia di Tony Maylam – film TV (1988)
- Press Gang – serie TV, 43 episodi (1989-1993)
- Metropolitan Police (The Bill) – serie TV, episodi 5x44-8x09 (1989-1992)
- Salomone (Salomon), regia di Roger Young – film TV (1997)
- Band of Brothers - Fratelli al fronte (Band of Brothers) – miniserie TV, 9 puntate (2001)
- The Deal, regia di Stephen Frears – film TV (2003)
- The Virgin Queen – miniserie TV, 3 puntate (2005)
- Robin Hood – serie TV, episodio 2x02 (2007)
- New Tricks - Nuove tracce per vecchie volpi (New Tricks) – serie TV, episodio 5x02 (2008)
- Bonekickers - I segreti del tempo (Bonekickers) – serie TV, episodio 1x07 (2008)
- Misfits – serie TV, episodi 1x04-2x02 (2009-2010)
- Delitti in Paradiso (Death in Paradise) – serie TV, episodio 2x05 (2013)
- The Interceptor – serie TV, episodio 1x05 (2015)
- I Hate Suzie – serie TV, episodio 1x02 (2020)

#### Video musicali
- Some Kind of Bliss – Kylie Minogue (1997)

### Regista

#### Cinema
- Wild Bill (2011)
- Sunshine on Leith (2013)
- Eddie the Eagle - Il coraggio della follia (Eddie the Eagle) (2016)
- Bohemian Rhapsody (2018 - non accreditato)[10]
- Rocketman (2019)
- Ghosted (2023)

#### Televisione
- The Offer - miniserie TV, 10 puntate (2022)

### Sceneggiatore
- Wild Bill, regia di Dexter Fletcher (2011)

### Produttore
- Bohemian Rhapsody (2018), regista e produttore esecutivo
- The Offer - miniserie TV, 10 episodi (2022)

## Doppiatori italiani
Nelle versioni in italiano delle opere in cui ha recitato, Dexter Fletcher è stato doppiato da:
- Pasquale Anselmo in Below, Delitti in Paradiso, I Hate Suzie
- Gaetano Varcasia in Lock & Stock - Pazzi scatenati
- Riccardo Rossi in Revolution
- Fabio Boccanera in The Pusher
- Angelo Maggi in Doom
- Enzo Avolio ne I tre moschettieri
- Fabrizio Manfredi in Salomone
- Carlo Scipioni in Band of Brothers - Fratelli al fronte
- Giuliano Santi in Eat Local - A cena coi vampiri
- Giorgio Melazzi in Terminal
- Luca Dal Fabbro in La probabilità statistica dell'amore a prima vista

Da doppiatore è sostituito da:
- Simone Mori in Sherlock Gnomes